# Щовно
Що́вно (біл. Шчо́ўна) — озеро в Міорському районі Вітебської області Білорусії. Належить до басейну річки В'ята, що протікає через озеро.

## Опис
Озеро Щовно знаходиться за 7 км на північний захід від міста Міори. Висота над рівнем моря становить 137,6 м. На схід від водоймища знаходяться Руське Село і хутір Щовно.
Площа поверхні озера становить 1,14 км², довжина – 1,48 км, найбільша ширина – 0,95 км. Довжина берегової лінії – 4,08 км. Найбільша глибина – 2,6 м, середня – 1,5 м. Об'єм води в озері – 1,7 млн м. Площа водозбору – 357 км.
Котловина залишкового типу, майже округлої форми, трохи витягнута з південного заходу на північний схід. У тому ж напрямку через водойму протікає річка В'ята, ліва притока Західної Двіни. Ділянка річки до озера зветься Хоробрівка.
Північно-західний, західний та південно-західний схили улоговини слабко виражені, заболочені. Північно-східний, східний та південний схили виражені краще, але при цьому пологі. Берегова лінія відносно рівна. Береги низькі, піщані або торфовинні, заболочені і порослі чагарником. Уздовж північно-західного, західного та південно-західного берегів формуються сплавини.
Дрібноводдя протяжне, вистелене піском, мулом і торфом. Глибше дно вкрите шаром грубодетритового сапропелю потужністю до 8 м.
Озеро евтрофне. Мінералізація води становить приблизно 190 мг/л, прозорість – 2 м. Крім В'яти, водоймище пов'язано із системою меліораційних каналів.
Озеро значно заростає. Надводна рослинність утворює смугу 100-150 м завширшки. Іхтиофауну складають лин, карась, плітка, щука, верховодка, окунь, лящ, краснопірка та інші види риб.